# Tierpark Hamm
Koordinaten: 51° 39′ 46,5″ N, 7° 48′ 59,2″ O
Der Tierpark Hamm ist ein Zoo im Süden der westfälischen Stadt Hamm.

## Geschichte
1933 gründete der Hammer Buchbinder Fritz Vogel den Verein Tier- und Pflanzengarten, welcher kurz darauf in Tierpark Hamm e. V. umbenannt wurde. 1934 eröffnete der Tier- und Pflanzengarten im Südenstadtpark, den die Stadt zur Verfügung gestellt hatte, und lockte jährlich etwa 100.000 Besucher an. Zunächst wurden Fasane, Meerschweinchen und Wellensittiche angeschafft, später kamen Damhirsche, Rehe, Füchse, Dachse und ein Wildschwein hinzu. Der Verein hatte 6000 Mitglieder und war zu einer Bürgerbewegung in Hamm geworden. Ein Unterhaltungsprogramm mit der Heessener Waldbühne im Kurhaus Hamm ergänzte das Freizeiterlebnis.
1944 wurde der Tierpark bei einem Fliegerangriff auf den benachbarten Verschiebebahnhof zerstört. Der Tierparkgründer Vogel fiel als Soldat im Zweiten Weltkrieg.
1949 wurde der Verein Tier- und Pflanzengarten neu gegründet. 1951 öffnete der neue Tierpark ohne einem Botanikbereich. Nach anfänglichen Erfolgen stand der Verein 1957 kurz vor einer Insolvenz, die mit privaten Spenden und Zuschüssen der Stadt abgewendet wurde.
1977 wurde das Tierasyl der Stadt Hamm im Tierpark eingerichtet. In den Folgejahren wurde der Tierpark mit Hilfe der Stadt um ein Raubtierhaus und ein Naturkundemuseum erweitert, welche 1982 eröffnet wurden. 1986 wurde das Tierparkcafé eröffnet.
2004 wurde der Verein Tierpark Hamm e. V. aus wirtschaftlichen Gründen in eine gGmbH überführt, mit der Lebenshilfe Hamm als Hauptgesellschafter. 2016 übernahm die Stadt Hamm die Trägerschaft über den Tierpark. Nach 2020 wurde der Tierpark mit einer Investition von 12 Mio. Euro ausgebaut und umfassend modernisiert. Es entstanden ein Spielplatz (2020), das Madagaskarhaus (2023), das Mandrillhaus und eine Afrikavoliere (2024).
Im Jahr 2021 besuchten den Zoo erstmals 200.000 Menschen, 2024 waren es 350.000 Besucher.
2023 wurden 10.000 € für Artenschutzprojekte gespendet. 2024 wurde der sogenannte „Artenschutzeuro“ eingeführt.

## Ehemaliges Naturkundemuseum

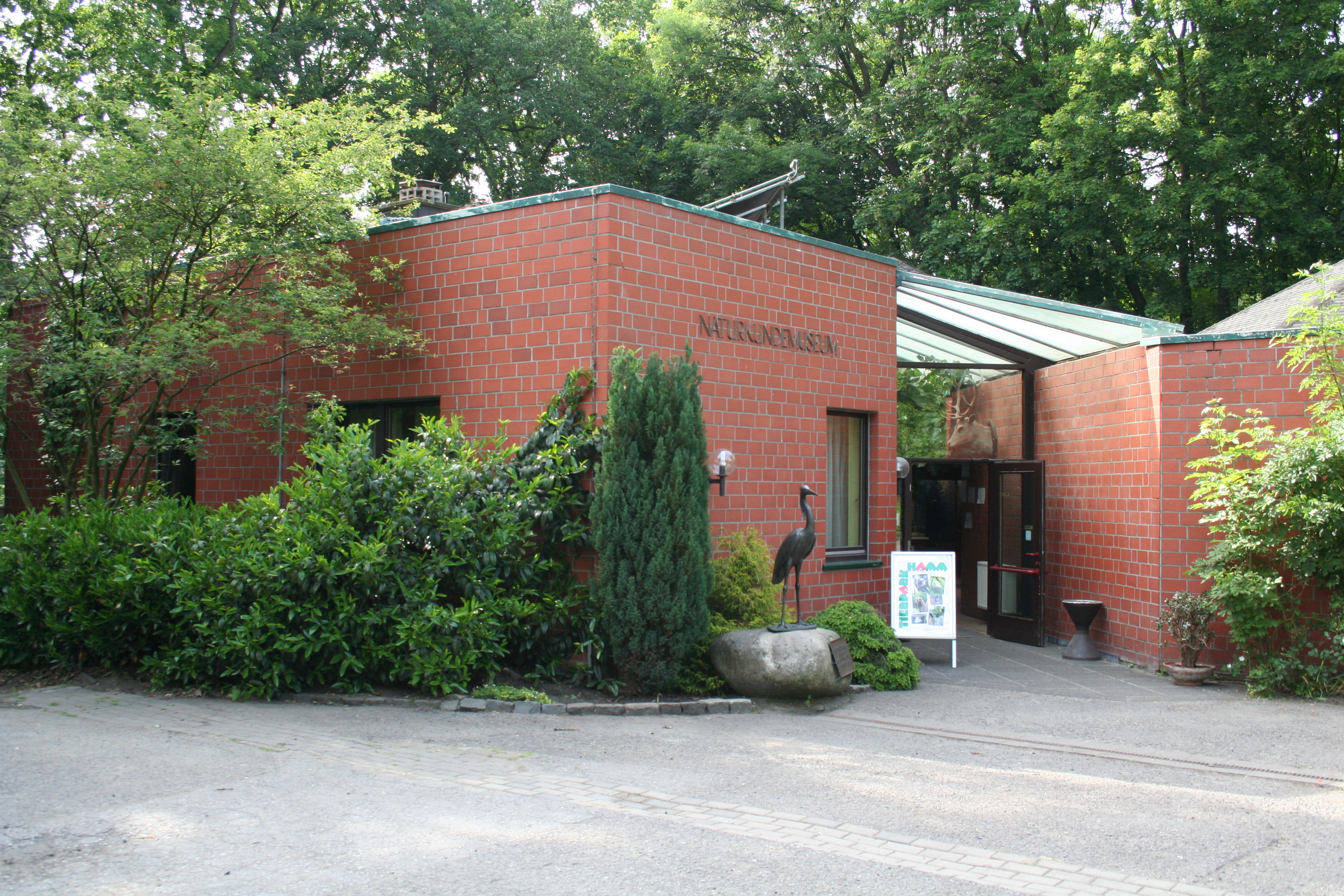
Das ehemalige Naturkundemuseum

Das im März 1982 eröffnete Naturkundemuseum im Tierpark entstand aus der Überlegung, den Besuchern neben dem umfangreichen exotischen Tierbestand auch die Flora und Fauna der eigenen Region näherzubringen. Dafür wurden die drei wabenförmigen Hallen des Museums auf etwa 800 Quadratmetern mit einer Dauerausstellung aus entsprechenden Präparaten bestückt, teils aus Privatbetänden. Hinzu kamen mit der Zeit noch eine geologische Ausstellung und eine umfangreiche Sammlung von Insektenpräparaten. Das architektonisch besondere Gebäude musste jedoch infolge mangelnder baulicher Pflege und der daraus resultierenden massiven Schäden in der Holzkonstruktion bereits 2013 teilweise geschlossen werden. Die Präparate der zu diesem Zeitpunkt schon nicht mehr vollständigen Sammlung, die sich noch zeigen ließen, wurden an andere regionale Naturkundemuseen vermittelt.
Endgültig abgerissen wurde das baufällige Museum gemeinsam mit dem ehemaligen Lemurenhaus im Sommer 2022. Auf dem Gelände sollen neue Anlagen mit Gastronomie und einem Indoor-Spielplatz entstehen.

## Tiere

Borneo-Gibbon

Sibirische Tigerin Kira

Der Tierpark Hamm hält 2025 rund 400 Tiere aus 60 Arten.
Eine Rarität ist die Haltung des hoch betagten Borneogibbon-Paares Franz und Franziska, das in den 1970er Jahren aus dem Zoo Singapur nach Europa und dann über mehrere Umwege nach Hamm kam. Borneo-Gibbons werden nur in sehr wenigen Zoos in Europa gezeigt.
Ebenfalls selten in deutschen zoologischen Gärten zu sehen sind die Fossas aus Madagaskar. Sie bewohnen verschiedene Waldtypen, sowohl Regen- als auch Trockenwälder, und kommen auch in mit Bäumen bestandenen Savannengebieten vor. Der Tierpark beteiligt sich an der Erhaltungszucht der durch großflächige Rodungen auf Madagaskar stark gefährdeten Art.
Haltungsschwerpunkte sind Huftiere (Elenantilope, Nilgauantilope, Hirschziegenantilope, Steppenzebra, Defassa-Wasserbock etc.) und Haustiere (Yak, Trampeltier, Alpaka, Vierhornschaf, Bergschafe usw.). Ebenso weist der Tierpark mit Tayra, Weißrüssel-Nasenbären und Löffelhunden einen Kleinraubtierbestand auf.
Im August 2008 wurden fünf Sibirische Tiger im Tierpark geboren. Die Elterntiere Shakira und Eyk waren Leihgaben des Tierparks Nadermann in Delbrück. Die Trächtigkeit der Tigerin blieb bis zur Geburt in die frühen Morgenstunden des 15. August 2008 verborgen. Nach der Geburt der Tiger forderte die Stadt im September 2008 die Bürger auf, Namensvorschläge für die Jungtiger einzureichen. Die Jury, zu der auch der damalige Oberbürgermeister Thomas Hunsteger-Petermann gehörte, wählte fünf Siegesnamen aus und die Tiger wurden Kira, Hammlet, Shiva, Shaki und Taiga getauft. Im August 2019 starb Tiger Hammlet unerwartet an einem Herzversagen. Im Mai 2025 lebt noch die Sibirische Tigerin Kira im Tierpark Hamm.